# Abdoulay Konko
Abdoulay Konko (ur. 9 marca 1984 w Marsylii) – francuski piłkarz marokańskiego pochodzenia występujący na pozycji obrońcy. Wychowanek Genoi, w swojej karierze grał także w takich zespołach jak Juventus F.C., Crotone, Siena, Sevilla FC oraz S.S. Lazio.